# Oranmore
Oranmore (Órán Mór en irlandais) est une ville du comté de Galway en république d'Irlande.
La ville de Oranmore compte 5 819 habitants (recensement de 2022).

## Personnalités liées à Oranmore
- Célestin Lainé (1908-1983), nationaliste breton ayant combattu sous l'uniforme allemand pendant la Seconde Guerre mondiale, a trouvé refuge à Oranmore après le conflit, afin d'échapper à la justice de son pays. Il y est décédé en 1983.

### Article lié
- Liste des villes de la république d'Irlande